# Дампир (комикс)
Дампир (итал. Dampyr) — итальянская серия комиксов в жанре ужасов, повествующая о сербском дампире и охотнике на вампиров Харлане Драке. Выпускается с 2000 года издательством Sergio Bonelli Editore. Авторами проекта являются сценаристы Мауро Бозелли и Маурицио Коломбо.

## История публикации
Изначально Dampyr задумывался как мини-сериал в рамках антологической серии Zona X, объединявшей рассказы на тему ужасов и войны. Главным героем должен был стать Харлан Драка, а персонажи Тесла и Курьяк фигурировали лишь в первом эпизоде.
После закрытия Zona X авторы решили переосмыслить проект и превратили его в регулярную ежемесячную серию. Первый номер комикса был подготовлен ещё в 1997 году, однако официальный дебют состоялся 14 апреля 2000 года. Тираж первого выпуска составил около 100 000 экземпляров.
Вскоре после запуска Маурицио Коломбо, один из авторов, из-за проблем со здоровьем практически полностью прекратил участие в написании сценариев. Руководство над проектом полностью перешло к Мауро Бозелли, который продолжил развитие первоначально задуманной сюжетной арки.
Комикс сочетает элементы классического хоррора с детективом, историческими реконструкциями и отсылками к реальным событиям, местам и личностям. В отличие от многих других серий Bonelli Editore, Dampyr сохраняет строгую сюжетную связность: выпуски тесно переплетены между собой, часто отсылая к предыдущим историям. Даже те эпизоды, которые поначалу кажутся самостоятельными, впоследствии оказываются частью более широкой сюжетной конструкции.

### Издания за рубежом
Комикс Dampyr был переведён и издавался в различных странах мира. В Европе его публиковали в Сербии (Veseli Četvrtak), Турции (Oglak), Греции (Jemma Press), Словении (Grafart), Финляндии (Artic Banana), Хорватии (Strip Agent), Франции (Claire de Lune), Германии (Kult Editionen) и Испании (Aleta Ediciones). В США серия выходила с новыми обложками Эшли Вуда под издательством IDW Publishing, но была остановлена на восьмом выпуске. В Бразилии также выходили переводы. В Венгрии серия сначала публиковалась Fumax (2007–2008), а с 2016 года переиздаётся Frike Comics с пересобранными выпусками и новым порядком публикации.

## Прообразы персонажей
Внешность главных героев серии Dampyr была вдохновлена образами знаменитых актёров и музыкантов:
- Харлан Драка — его черты напоминают Рэя Файнса в роли из фильма Странные дни (1995);
- Тесла Дракулич — визуально отсылает к образу певицы Энни Леннокс;
- Калеб Лост — имеет внешность, схожую с молодым Дэвидом Боуи;
- Эмбер — персонаж списан с Николь Кидман;
- Профессор Ганс Фостер — прототипом стал актёр Майкл Кейн.

## Биография Харлана Драка
Харлан Драка родился во время Второй мировой войны в маленькой деревне на территории Сербии. Его мать умерла при родах, а отца он никогда не знал. Мальчик рос в изоляции, окружённый предрассудками и слухами: местные жители считали его сыном ведьмы.
С возрастом Харлан стал зарабатывать на жизнь как странствующий «охотник на вампиров», путешествуя по деревням вместе с мальчиком по имени Юрий и выдавая себя за дампира — мифическое существо, рождённое от вампира и женщины. Он якобы мог распознавать и устранять случаи посмертного вампиризма.
Однажды Харлана призвали в зону боевых действий, захваченную сверхъестественными существами, по поручению Куржака, командира местного ополчения. Именно там он сталкивается с настоящими вампирами и обнаруживает, что действительно является дампиром. Это открытие происходит благодаря Тесле, вампирше, перешедшей на сторону людей. Вместе с ней и Куржаком Харлан решает посвятить свою жизнь борьбе с Повелителями Ночи — древней расой могущественных вампиров.
В своей миссии он также получает поддержку от Калеба Лоста, загадочного персонажа, представляющего организацию Амеш — одну из двух извечных фракций, ведущих борьбу за судьбу мира.

### Силы и способности
Как дампир, Харлан обладает уникальными сверхъестественными способностями, делающими его опасным противником для любой нежити:
- Ядовитая кровь: Основное оружие Харлана — его кровь, смертельно опасная для Повелителей Ночи и вампиров. Даже простое ранение, нанесённое им, может оказаться смертельным для нежити.
- Чувство Мастера: Дампир способен интуитивно ощущать присутствие Повелителя Ночи в пределах определённой области.
- Регенерация: Его тело восстанавливается значительно быстрее, чем у обычного человека.
- Сопротивляемость иллюзиям: Харлан способен распознавать и преодолевать иллюзии, создаваемые Повелителями. Иногда эта способность передаётся другим людям при физическом контакте с ним.
- Гипноз: В отдельных случаях он может гипнотически воздействовать на нежить, чтобы установить связь с управляющим ею Повелителем.
- Поглощение знаний: При употреблении ”жизненной жидкости" (крови) вампира или Повелителя, Харлан получает фрагменты их воспоминаний и знаний. Степень информации зависит от количества поглощённой субстанции.
- Психическая связь: Повелители могут вступать с ним в ментальный контакт, передавая видения или послания. Однако такая связь может использоваться и для дезориентации Харлана, особенно если разум Повелителя силён.
- Внутренний монстр: После приёма дьявольского эликсира Харлан временно активировал в себе вампирскую сущность, получив способности Повелителей Ночи, сохранив при этом силы дампира. В этом состоянии он стал почти непобедимым, но избегает его использовать, опасаясь потерять контроль над собой.
- Сопротивляемость времени: Несмотря на то, что Харлан родился во времена Второй мировой войны, он выглядит как молодой человек около тридцати лет. Его смешанное происхождение замедляет старение. Более того, из-за временного искажения в параллельном измерении он даже "омолодился" примерно на тридцать лет.

## Локации
Серия Dampyr отличается реалистичным подходом к построению мира: её действие разворачивается в достоверно воссозданных географических и исторических декорациях. Сюжет тесно связан с реальными событиями и местами, что придаёт повествованию особую глубину и атмосферу. Комикс охватывает широкий исторический диапазон — от Тридцатилетней войны до современных конфликтов. Среди них — войны в бывшей Югославии и Чечне, Первая и Вторая мировые войны, стихийные бедствия, такие как наводнение в Праге в 2002 году и землетрясение в Л’Акуиле в 2009 году.
Кроме того, в сюжете фигурируют реально существовавшие личности, такие как лётчик Годвин Брумовски и американский гангстер Багси Сигел. В отличие от многих других серий издательства Sergio Bonelli Editore, в Dampyr время течёт линейно: персонажи стареют, мир вокруг них меняется, и исторические события накладывают ощутимый отпечаток на ход повествования. Это создаёт эффект глубокой связи между вымышленной вселенной комикса и реальной историей человечества.

## Кино
Полнометражная экранизация Дампир вышла в итальянский прокат 28 октября 2022 года. Фильм стал первой частью планируемой киновселенной Sergio Bonelli Editore. Режиссёром картины выступил Риккардо Чемелло, а производство осуществлялось при участии студий Sergio Bonelli Editore, Eagle Pictures и Brandon Box. Главную роль Харлана Драки исполнил актёр Уэйд Бриггс. В роли его соратников выступили Стюарт Мартин (Эмиль Курьяк) и Фрида Густавссон (Тесла). Экранизация стремится сохранить мрачную атмосферу оригинального комикса и заложить основу для расширенной вселенной, основанной на произведениях итальянского издательства.